# Hornillos del Camino
Hornillos del Camino – gmina w Hiszpanii, w prowincji Burgos, w Kastylii i León, o powierzchni 14,08 km². W 2011 roku gmina liczyła 57 mieszkańców.